# Réserve naturelle nationale de Py
La réserve naturelle nationale de Py (RNN71) est une réserve naturelle nationale des Pyrénées située en Occitanie. Classée en 1984, elle occupe une surface de 3 929,95 hectares sur la commune homonyme.

## Localisation
Le territoire de la réserve naturelle est dans le département des Pyrénées-Orientales, sur la commune de Py, il appartient à la chaîne axiale pyrénéenne et fait charnière entre le massif du Canigou et le massif du Costabonne. 
Sur le plan géologique, il constitue le flanc sud de la grande faille Mantet-Fillols et a donc été soumis à une intense activité métamorphique. Les phénomènes de cloisonnement sont particulièrement sensibles. La partie classée en réserve, soit 3 930 ha, intéresse tout le sud du bassin versant de la Rotja. Il est limitrophe de la réserve naturelle nationale de Prats-de-Mollo-la-Preste et de celle de Mantet.
Les différences altitudinales vont de 1 000 m à plus de 2 400 m à la "mort de l'Escoula" qui marque la séparation de la vallée de Mantet par le "Pla Segala" et les crêtes amorties conduisant au col de Mantet.
Le climat est de type méditerranéen sub-humide, la pluviométrie varie de 700 m à 1 000 m avec des microclimats fonction de la topographie.
Il en résulte une grande diversité de la végétation qui couvre quatre étages successifs : collinéen, montagnard, subalpin et supraforestier.
On est donc en présence d'un milieu naturel original et diversifié, malheureusement laissé à l'abandon du fait d'un massif exode rural qui a dépeuplé la commune de Py comme l'ensemble des hauts cantons du département.

## Histoire du site et de la réserve
Quelques dates repères concernant l'historique du site :
- 1953 - Le service des eaux et forêts obtient de la préfecture des Pyrénées Orientales le classement (décret du 12 septembre 1953) de 2 753 ha de la commune de Py en forêt de protection. Conformément à la loi du 28 avril 1922, l'administration de l'État bénéficie ainsi d'un droit de regard sur les travaux réalisés sur les terrains privés.

- 1956 - A l'occasion du XXIe congrès de la Fédération pyrénéenne d'économie montagnarde, plusieurs orateurs soulignent "la nécessité de multiplier dans les Pyrénées des réserves intégrales, ... de créer des parcs nationaux, ... et de vastes réserves naturelles".

- 1972 - Après d'importants achats fonciers sur le territoire des communes de Py et de Mantet, plusieurs sociétés belges envisagent entre le Pla segalar et les Esquerdes de Rotjà, la création d'un vaste complexe immobilier avec station de ski (19 km de remontées mécaniques, 30 à 35 km de pistes de descente), parkings (1600 places), hébergements (5 000 lits), patinoire, piscine, dancing, altiport ... La piste dite "des Belges" est créée au départ du col de Mantet (1760 m) et sera prolongée jusqu'à la Collada de Roques Blanques (2250 m).

- 1977 - Réalisation par l'association Charles Flahault, à la demande du ministère de l'environnement et de la qualité de vie, de l'étude scientifique préalable au classement en réserve naturelle du" massif de la Carançà et vallées adjacentes".

- 1978 - L'étude scientifique préalable au classement en réserve naturelle du "massif de la Carançà et vallées adjacentes" reçoit l'agrément du Conseil national de protection de la nature (CNPN)[2].

- 1980 - Le projet initial (englobant l'ensemble du massif) n'ayant pas reçu l'approbation de toutes les communes concernées, il est décidé de proposer la création de plusieurs  réserves naturelles. Les communes de Py et Mantet donnent un avis favorable au projet. La commune de Prats-de-Mollo-la-Preste s'y associera par la suite.

- 1982 - Enquête publique pour les projets de création des réserves naturelles de Py et de Mantet.

- 1985 - Constitution d’un comité consultatif commun pour les réserves naturelles de Py et de Mantet (arrêté préfectoral n° 42/85 du 17-01-85).

- 1986 - Délibération du conseil municipal de Py, en date du 6 décembre 1986, déléguant la gestion de la réserve naturelle, en ce qui concerne le fonctionnement, à une association loi 1901. Création de l’association gestionnaire de la réserve naturelle de Py (assemblée générale constitutive du 19 décembre 1986)

- 1987 - Le 10 décembre, par une convention avec l'État, la gestion de la réserve naturelle de Py est confiée à l'association gestionnaire de la réserve naturelle de Py.

- 1988 - Réglementation de la circulation des véhicules à moteur dans la réserve naturelle de Py, définissant les catégories d’ayants droits bénéficiant d’une dérogation à l’interdiction de circuler (arrêté préfectoral n° 715/88 du 19 mai 1988). Avis favorable du comité consultatif (3 mars 1988) et autorisation accordée par le préfet pour l'ouverture de deux tronçons de pistes forestières, rives droite et gauche de la Rotjà, depuis le refuge des Clots ; travaux réalisés au cours de l'automne 1988.

- 1991 - Création de la confédération des réserves naturelles catalanes. Embauche de personnel affecté à la gestion de la réserve naturelle. Désignation d'une zone de protection  spéciale, en application de la directive oiseaux, englobant l'intégralité du périmètre de la réserve naturelle.

- 1995 - Approbation préfectorale de la réserve de chasse et de faune sauvage de la Rotjà, créée à la demande de la SCF de l'Écureuil. Travaux d'élargissement de la RD6 entre Py et le col de Mantet pour permettre la circulation des grumiers transportant les bois d'exploitation de la SCF de l'Écureuil. Autorisation préfectorale accordée à la commune de Py pour le « nettoiement de la ripisylve » sur la rivière de Campelles[3]

- 2001 - Parution du premier plan de gestion écologique de la réserve naturelle de Py.

- 2002 - Proposition du site "Massif du Canigou" comme site d'importance communautaire pour le réseau Natura 2000. La réserve naturelle de Py y figure dans sa totalité.

- 2003 - Agrément ministériel du plan de gestion écologique de la réserve naturelle de Py en date du 3 juin 2003. Inscription du site Natura 2000 « Massif du Canigou » parmi la liste  des sites d’importance communautaire pour la région biogéographique alpine[4].

- 2004 - Création du Parc naturel régional des Pyrénées catalanes (Décret Ministériel du 5 mars 2004). Le territoire du parc s’étend sur 64 communes parmi lesquelles celle de Py. Désignation officielle du site Natura 2000 « Py, Mantet et Prats-de-Mollo » comme zone de protection spéciale (Arrêté ministériel du 26 octobre 2004).

- 2006 - Nouvel arrêté préfectoral (n° 2145/06 du 1er juin 2006) concernant la réglementation de la circulation des véhicules à moteur (définition des ayants-droit, désignation des mesures dérogatoires à l’interdiction de circuler, instauration d’un code de bonnes pratiques). Extension de la ZPS sur une partie des communes de Casteil, Clara, Estoher, Fillols, Taurinya, Vernet-les-Bains qui devient site Natura 2000 « Canigou-Conques de la Preste » (arrêté ministériel du 25 avril 2006).

- 2007 - Nouvelle convention de gestion de la réserve naturelle associant gestionnaire fédéral (Fédération des réserves naturelles catalanes - FRNC) et gestionnaire local (commune de Py). En l’absence de signature du gestionnaire local, la FRNC assure la gestion de la RN de Py pour les années 2007-2009.

- 2008 - Décision de la Société Civile Forestière de l’Ecureuil de Py et de Rotjà d’arrêter toute exploitation forestière sur son domaine. Renouvellement de l’arrêté préfectoral (n° 2053/08 du 26 mai 2008) réglementant la circulation des véhicules à moteur (renouvellement des laissez-passer pour les années 2008 et 2009).

- 2009 - Renouvellement (pour une durée de 3 ans) des membres du comité consultatif de la réserve naturelle de Py par arrêté préfectoral N° 2009 295-09.

- 2010 - Renouvellement de la convention de gestion triennale de la réserve naturelle de Py entre l’État, la fédération des réserves naturelles catalanes et les gestionnaires locaux[5].

## Écologie (biodiversité, intérêt écopaysager)

### Géologie
Toute la série des compositions de roches métamorphiques s'y retrouve avec les granits purs, granits calcoalcalins à biotites et muscovites, les gneiss non pélitiques, micaschistes et gneiss pélitiques à silimanite.
Deux particularités sont à signaler :
- Les roches carbonatées et basiques de la zone basse ainsi que les marbres et calcaires.
- Trois bandes sensiblement parallèles de quartz de masse.

Elles illustrent l'intérêt géologique particulier du site. Le substrat conditionne la répartition des associations végétales et la présence de raretés d'ordre botanique. Il se répercute aussi sur le monde animal depuis la microfaune du sol jusqu'aux espèces supérieures.

### Hydrographie
La réserve naturelle possède un réseau hydrographique conséquent, composé de plusieurs micro-vallées et constituant le haut-bassin de la Rotjà. Cette rivière, au bassin long de 18 km et large de 7 km en amont mais étroit en aval (bassin de 8 300 ha environ), draine les eaux du versant oriental de la Mort de l'Escolà jusqu'à l'ouest du Pla Guillem. 
Compte tenu de l'enneigement en altitude, le débit de la Rotjà est soutenu au printemps, au moment de la fonte des neiges, jusqu'à tard en été, plus faible en automne et au cœur de l'hiver, avec cependant des périodes de variation de débit importante lors des fortes précipitations d'automne. C'est précisément dans les Conques de Rotjà à 2 400 mètres d'altitude qu'elle prend sa source sous la forme de multiples ruisseaux pouvant être de véritables torrents tumultueux. Puis, en rive droite, se jettent successivement les ravins du Solà del pomer, de la Secallosa, de Saletes et de Bareu, tandis qu'en rive gauche, ce sont le ruisseau de la Pomerola, le ravin de Balaguer et la rivière de Campelles. 
La Rotjà quitte ensuite la réserve naturelle vers 950 mètres d'altitude au lieu dit l'Endorneu pour traverser en aval le territoire des communes de Sahorre et de Fuilla avant de se jeter dans la Têt au niveau de Villefranche-de-Conflent.

### Flore
Concernant l'étage collinéen, la partie la plus basse de la reserve est composée de groupement ligneux mésophiles et d'arbres à feuilles caduques (Chêne pubescent, Aulne en bordure des cours d'eau, le Frêne et quelques Noyer). La partie la plus dense en arbre est majoritairement constituée de Noisetier. 
L'étage montagnard est constitué en partie inférieure par l'alliance de "Fagion" qui fait transition avec l'étage collinéen (on trouve dans ce territoire des traces de "megaphorbiae"). Il est surtout peuplé par des boisements de hêtres, qui voisinent avec le bouleau blanc. La strate arborescente est composée de noisetiers, divers sorbiers, sureaux rouges et Rosa alpina.
Les formations subalpines sont, elles, composées de pins à crochets, en mélange avec le sapin, en particulier sous le col de Mantet, et le pin sylvestre par places. Landes à rhoderaies et genêts purgatifs.
Le domaine supraforestier est celui de Festuca supina dans les parties les plus hautes, Festuca eskia dans les parties les plus ensoleillées, nardaie aux altitudes les plus basses.

### Faune
La faune de la réserve naturelle nationale de Py est principalement constituée de mammifères. Des isard sur les sommets et les massifs forestiers où ils trouvent un abri en hiver, mais aussi des sangliers, des chats sauvages, ou encore des genette.
Concernant les oiseaux, les espèces les plus présentes sont les aigles royaux qui y trouvent de grands territoires de chasse, les grands tétras, les lagopèdes, ou encore les autour des palombes dans les forêts les plus basses.
Il y a aussi des petits mammifères et mustélidés,, nombreux sur les pelouses sommitales et le long des cours d'eau. Le principal intérêt de la réserve réside surtout dans sa richesse entomologique.
Pendant l'hiver 2021-2022 pour la première fois des preuves de présence de la Loutre (peut-être un couple) sont relevées dans la réserve.

## Intérêt touristique et pédagogique
La vocation pédagogique :
- Pratique de la randonnée pédestre avec la réalisation récente par la commune d'un circuit-école de deux heures ("Cantapoc") et d'un circuit de cinq heures destiné à des marcheurs confirmés.
- Découverte de la faune et de la flore sous l'égide d'accompagnateurs locaux et grâce à des dépliants informatifs mis à la disposition du public au foyer rural de Py.
- Stages d'initiation à la nature organisés pour les scolaires par le CPIE du Conflent.

## Administration, plan de gestion, règlement
La réserve naturelle est gérée par Association Gestion RN Py, Fédération des RN Catalanes.
Les gestionnaires de la réserve naturelle ont fait de la forêt un thème conducteur de leurs activités. Elle représente en effet plus de la moitié de la surface de cet espace protégé. Le CIEM "Les Isards" héberge une exposition permanente : "La forêt de Py : hier, aujourd’hui, demain". Cela ne doit pas faire oublier la diversité des milieux qui procure un extraordinaire cortège d’espèces animales et végétales, dont un grand nombre d’endémiques.

### La chasse, la pêche de loisirs et les prélèvements autorisés
Ces activités font partie des activités autorisées par le décret de création de la réserve naturelle et elles sont soumises aux réglementations nationale et départementale en vigueur ainsi qu'au règlement intérieur des associations locales, tenant compte des restrictions fixées par la SCF de l'Écureuil de Py et de Rotjà dans le cadre notamment du contrat d'apport de leur droit de chasse auprès de l'ACCA de Py. La période de chasse s'étend donc de la fin août à la mi-janvier, notamment pour les battues aux sangliers, avec des périodes plus restreintes pour les autres gibiers : de mi-septembre à fin janvier pour l'isard et le chevreuil, de mi-septembre à début janvier pour le lièvre, de mi-septembre à mi-novembre pour la perdrix rouge et la perdrix grise de montagne. Au cours de ces périodes indiquées, la chasse a lieu les mercredis, samedis, dimanches et jours fériés, ainsi que les lundis pour le petit gibier.

### Outils et statut juridique
La réserve naturelle a été créée par un décret du 17 septembre 1984.
Il est interdit d'introduire dans la réserve des animaux d'espèces non domestiques, de porter atteinte à la faune sauvage (mêmes dispositions concernant les végétaux), de récolter des minéraux ou fossiles, de rejeter des ordures ou détritus, de camper, d'allumer des feux, de circuler en automobile et de survoler la réserve à moins de 300 mètres de hauteur.
Certaines dérogations peuvent être accordées par le commissaire de la République après avis, selon les cas, du Conseil National de la Protection de la Nature ou du Comité consultatif de la réserve.
La pêche, la chasse, l'activité forestière et pastorale continuent de s'exercer sous le contrôle du Comité.